# Babakan Surabaya
Babakan Surabaya is een bestuurslaag in het regentschap Kota Bandung van de provincie West-Java, Indonesië. Babakan Surabaya telt 19.750 inwoners (volkstelling 2010).